# Ksienija Bondar
Ksienija Bondar; z domu Naumowa (ur. 1 lutego 1990 w Rosji) – rosyjska siatkarka, grająca jako przyjmująca. Obecnie występuje w drużynie Tiumeń. Siatkarka ma na swoim koncie srebrny medal Mistrzostw Europy Juniorek 2006, brązowy medal Mistrzostw Świata Juniorek 2007 i srebrny medal World Grand Prix 2009.